# حيروت (موشاف)
حيروت ((بالعبرية: חֵרוּת)؛ حرفيًا: الحرية) هو موشاف في وسط إسرائيل يقع في سهل شارون بالقرب من تل موند، ويقع ضِمن نطاق مجلس ليف هشارون الإقليمي. في 2019، بلغ عدد سكانه 1,298.

## التاريخ
تأسست القرية في عام 1930 من قبل جمعية حيروت، وهي منظمة من المهاجرين الذين استقروا في فلسطين خلال العليا الثالثة والرابعة، وكان أحد المحاصيل الزراعية التي تم إنتاجه في وقت مبكر هناك هو الفول السوداني. تشمل المعالم البارزة قاعة بيت لحم الثقافية التي بنيت في عام 1959. كان من بين مؤسسي الموشاف والدي، الذان هاجرا من أوكرانيا.

## سكان بارزون
- نحما ريفلين

## وصلات خارجية
- موقع حيروت (بالعبرية)